# Col des Grandes Jorasses
Le col des Grandes Jorasses est un col neigeux du massif du Mont-Blanc à 3 809 ou 3 818 mètres d'altitude, sur l'arête frontière entre la France et l'Italie, situé entre la pointe Young des Grandes Jorasses et la calotte de Rochefort. Son versant nord, côté français, donne sur le glacier du Mont-Mallet, et son versant sud, côté italien, sur le glacier de Planpincieux.
On y trouve le bivouac E. Canzio, refuge bivouac non gardé de 8 places, qui sert d'étape pour la traversée Rochefort-Jorasses.

## Alpinisme
- 1874 - Première traversée du col des Grandes Jorasses par Thomas Middlemore avec Johann Jaun et Joseph Rey, le 17 juillet